# Ditton (Cheshire)
Ditton – część miasta Widnes w Anglii, w hrabstwie ceremonialnym Cheshire, w dystrykcie (unitary authority) Halton. Leży 21 km na północny wschód od miasta Chester i 274 km na północny zachód od Londynu. W 2001 miejscowość liczyła 6249 mieszkańców.